# شوزم خطي الأوراق
شوزم خطي الأوراق (الاسم العلمي:Psiadia linearifolia) هو نوع من النباتات يتبع جنس الشوزم من الفصيلة النجمية.